# Dejvice
Dejvice (deutsch Dejwitz, 1939–45 Dewitz) ist eine Katastralgemeinde der tschechischen Hauptstadt Prag. Sie gehört zum Bezirk Prag 6. Das Dorf Dejvice wurde im Jahr 1922 an das Prager Stadtgebiet angeschlossen und machte sogleich eine massive städtebauliche Entwicklung rund um den zentralen Platz namens Vítězné náměstí mit. Das Viertel hat heute einen urbanen Charakter, grenzt aber an große Grünflächen an (Stromovka, Šárka-Tal).

## Geschichte
Von 1944 bis 1945 war Dejvice Standort der SS-Junkerschule Prag-Dewitz, in der die Waffen-SS einen Teil ihres militärischen Führungsnachwuchses ausbildete.

## Verkehr

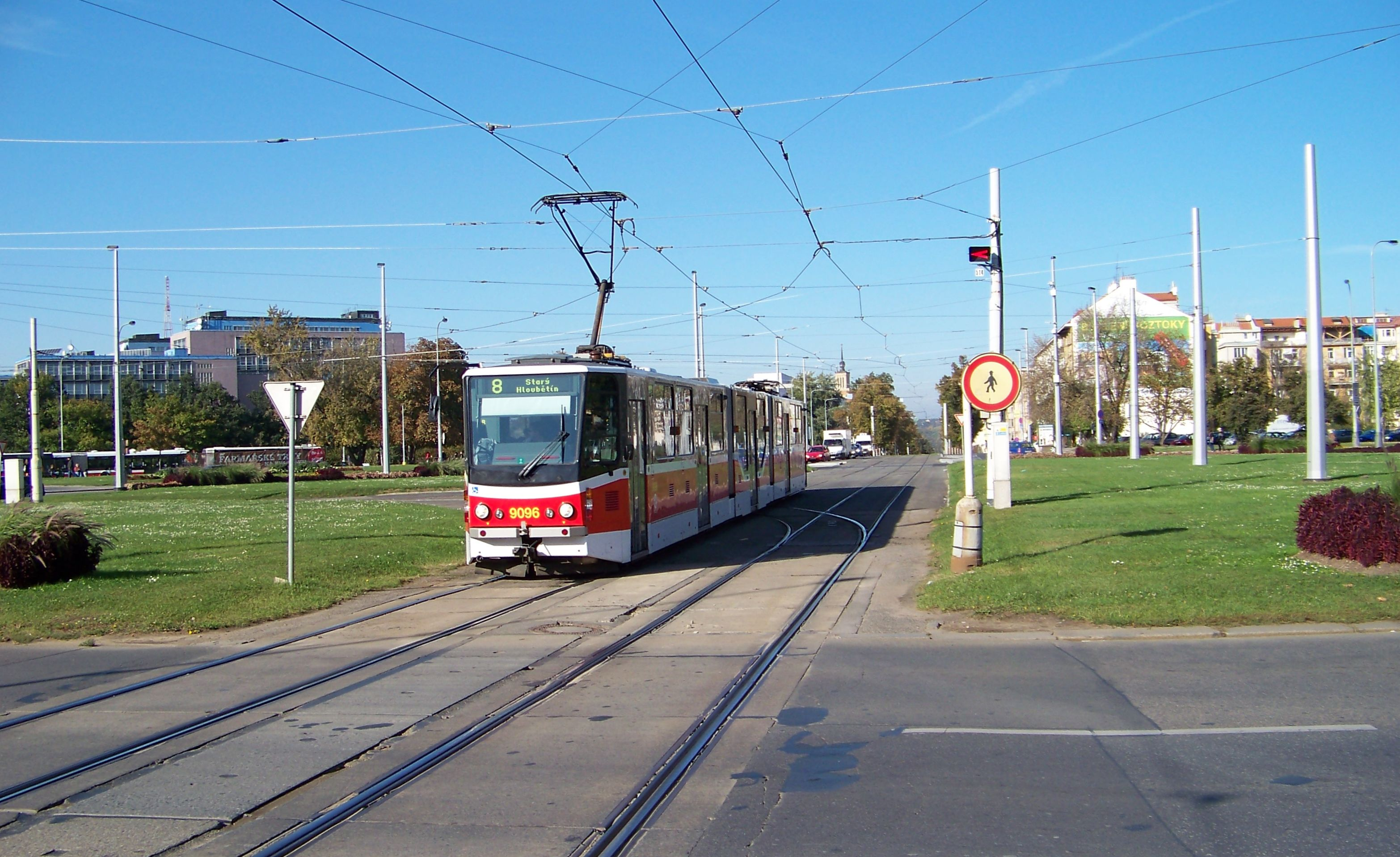
Straßenbahn auf dem Vítězné náměstí

Der 1830 in Betrieb genommene Bahnhof Praha-Dejvice war die Prager Endstation der Pferdebahn nach Lana und noch später ein wichtiger Ausgangspunkt des Prager Eisenbahnverkehrs. Das Viertel wurde 1978 an die Metro angeschlossen (Stationen Hradčanská und Dejvická). Die Straße Evropská verbindet das Stadtzentrum nach Westen mit dem Flughafen.

## Bauten und Einrichtungen
- Generalstab der Tschechischen Armee
- Rektorat und Fakultäten der Technischen Universität
- Technische Nationalbibliothek
- Universität für Chemie und Technologie
- Katholisch-theologische Fakultät der Karls-Universität
- Tschechoslowakische Hussitische Kirche
- Theater Semafor
- Hotel International Prague
- Werkbundsiedlung Prag (tschechisch: Výstavní kolonie na Babě, Osada Baba)

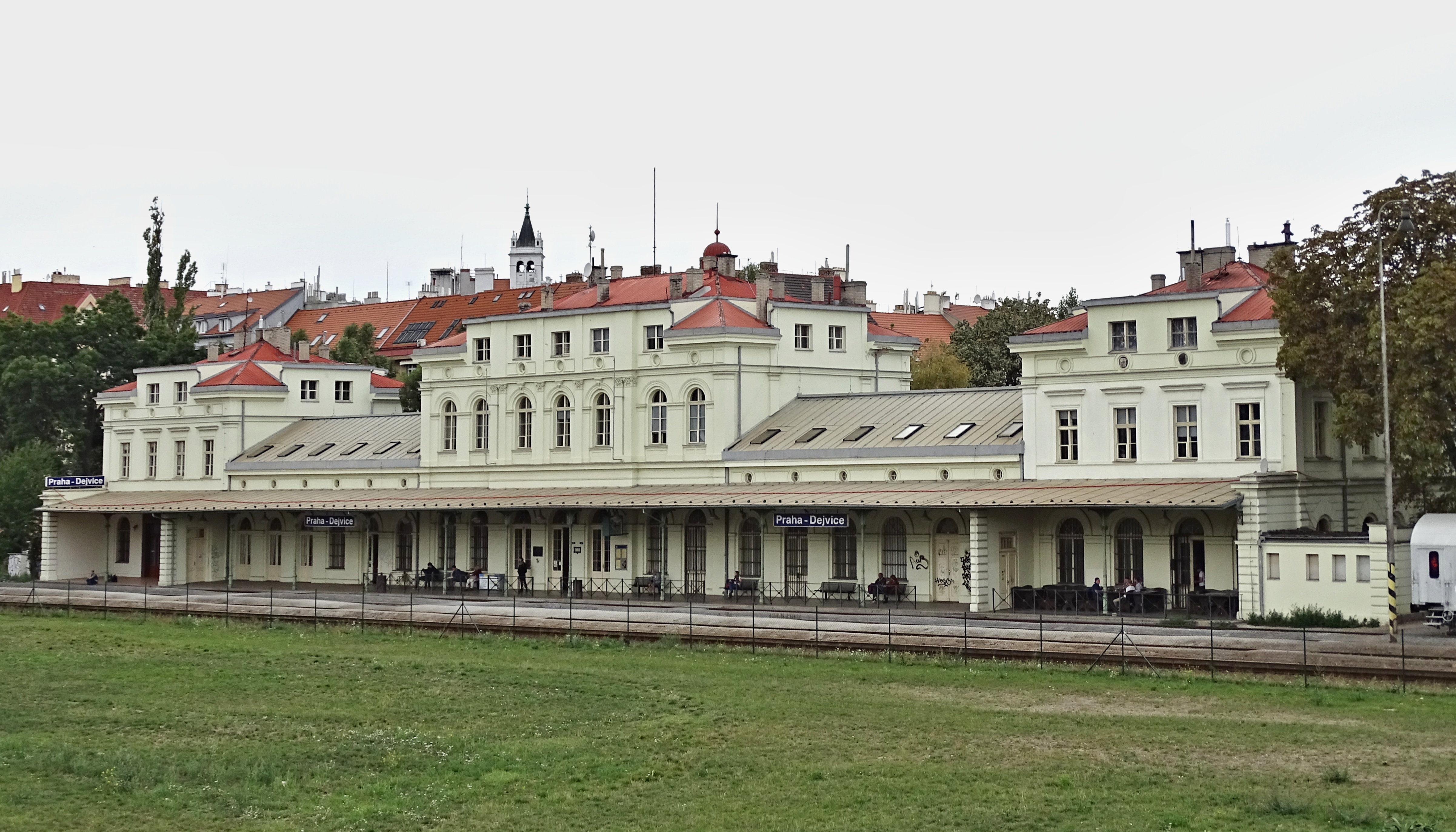
Bahnhof Praha-Dejvice
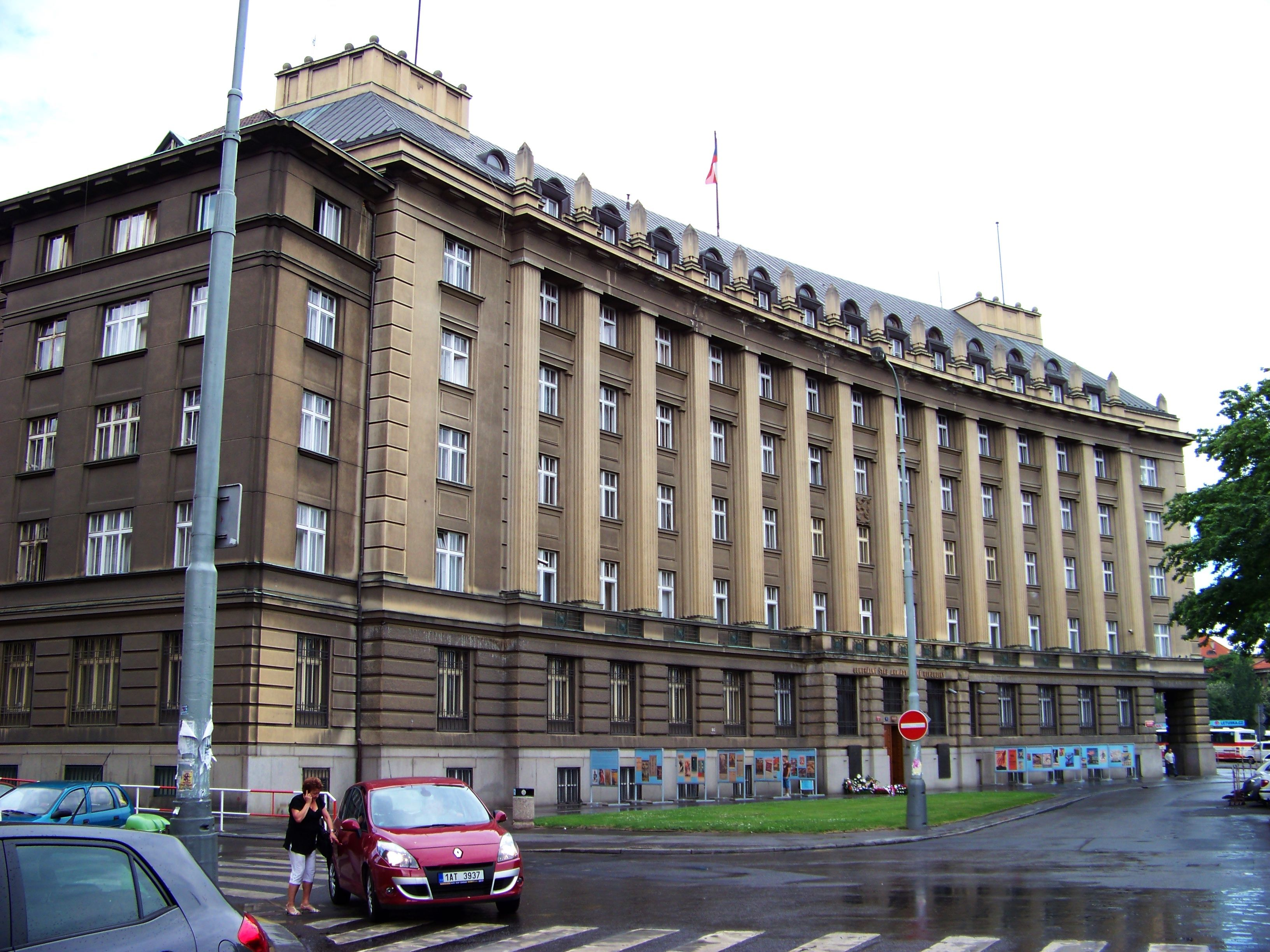
Generalstabsgebäude
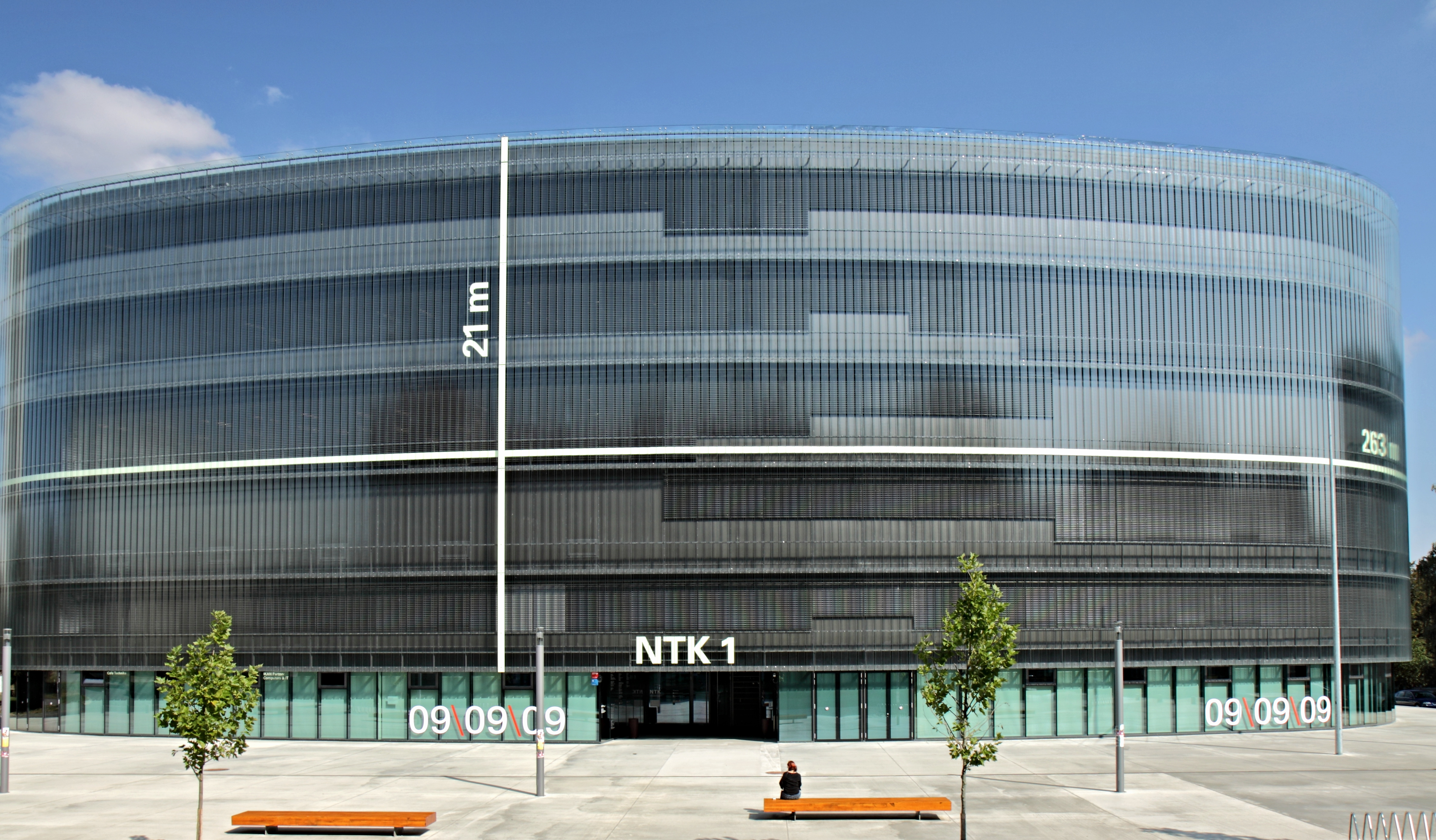
Technische Nationalbibliothek
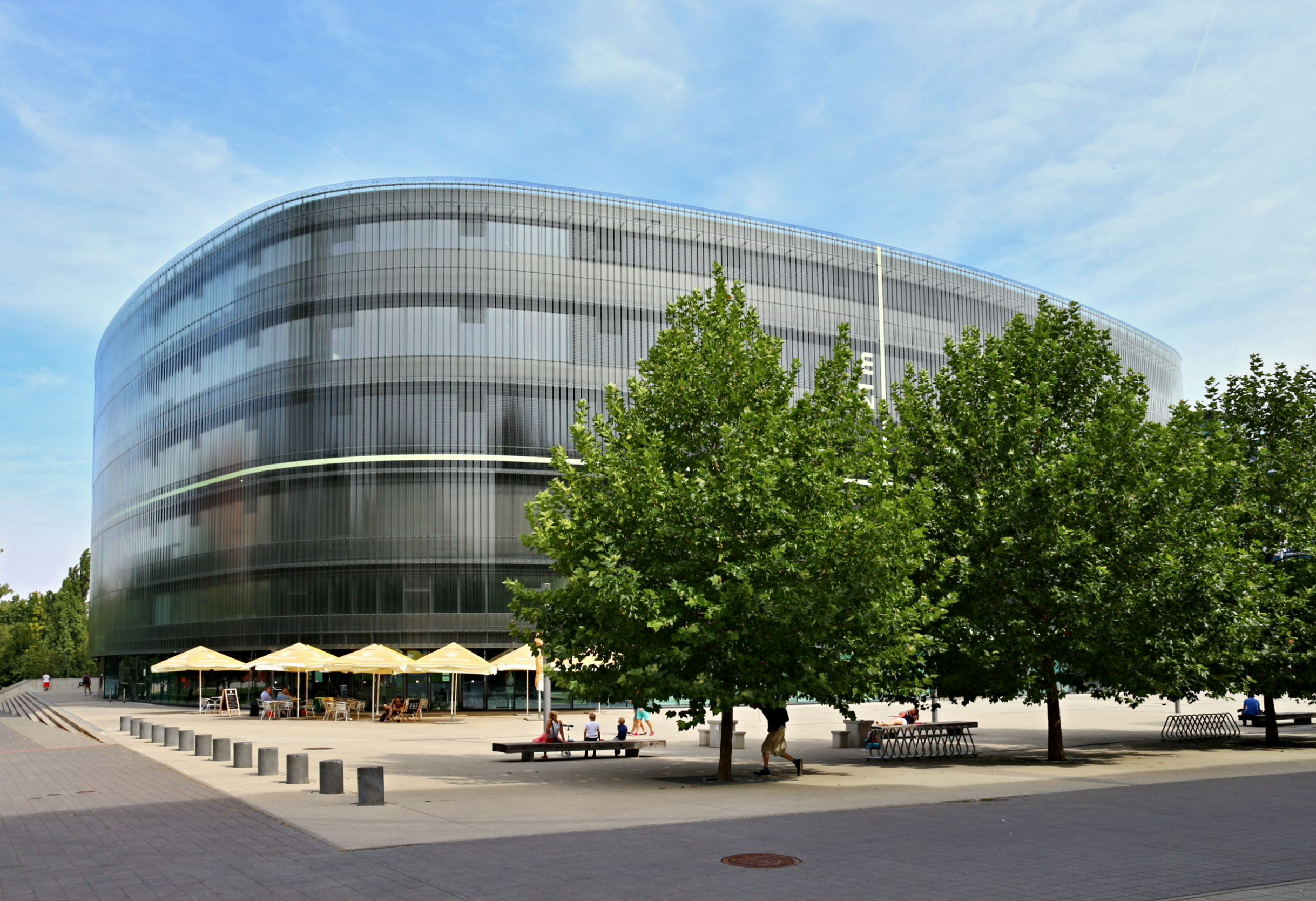
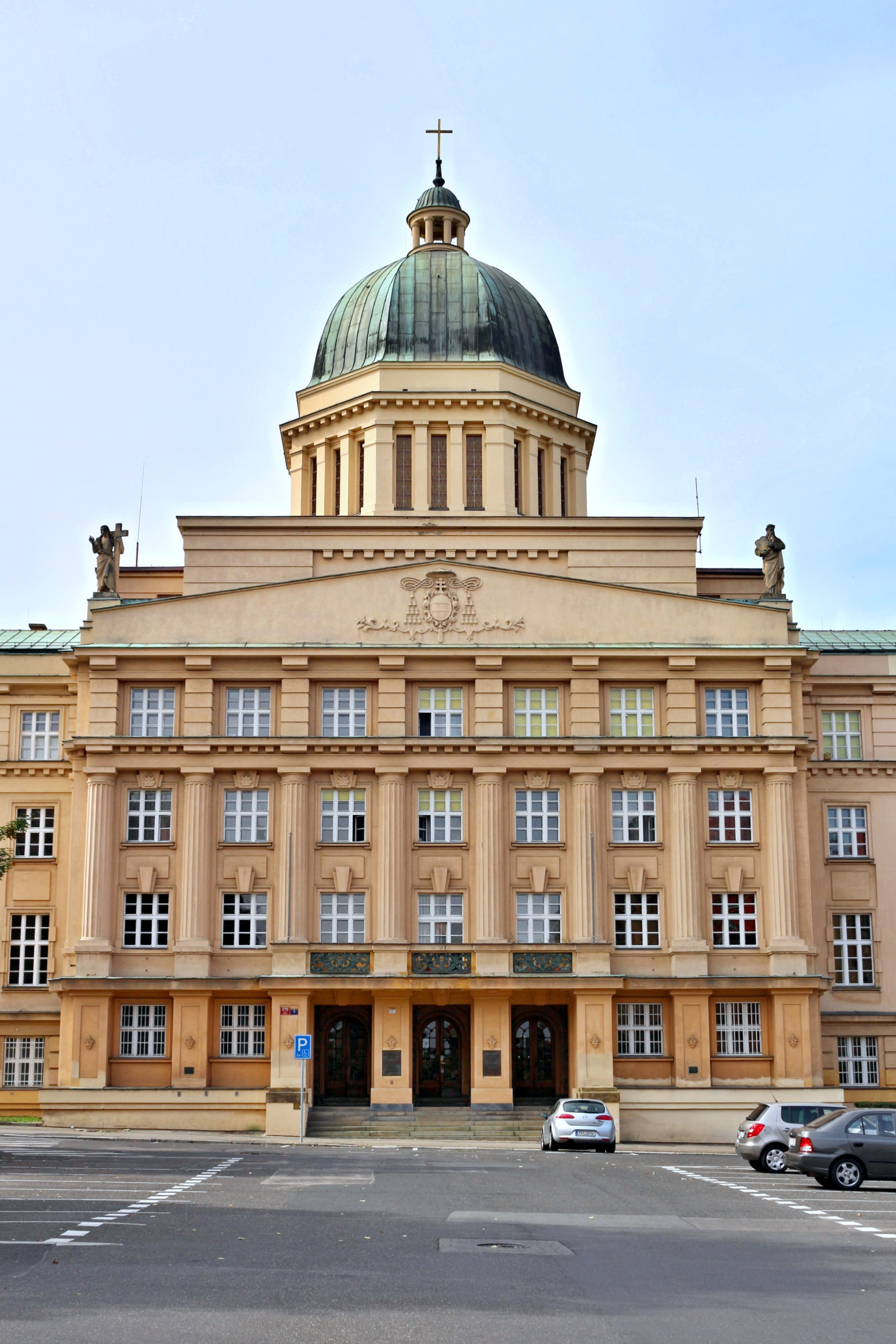
Katholisch-theologische Fakultät
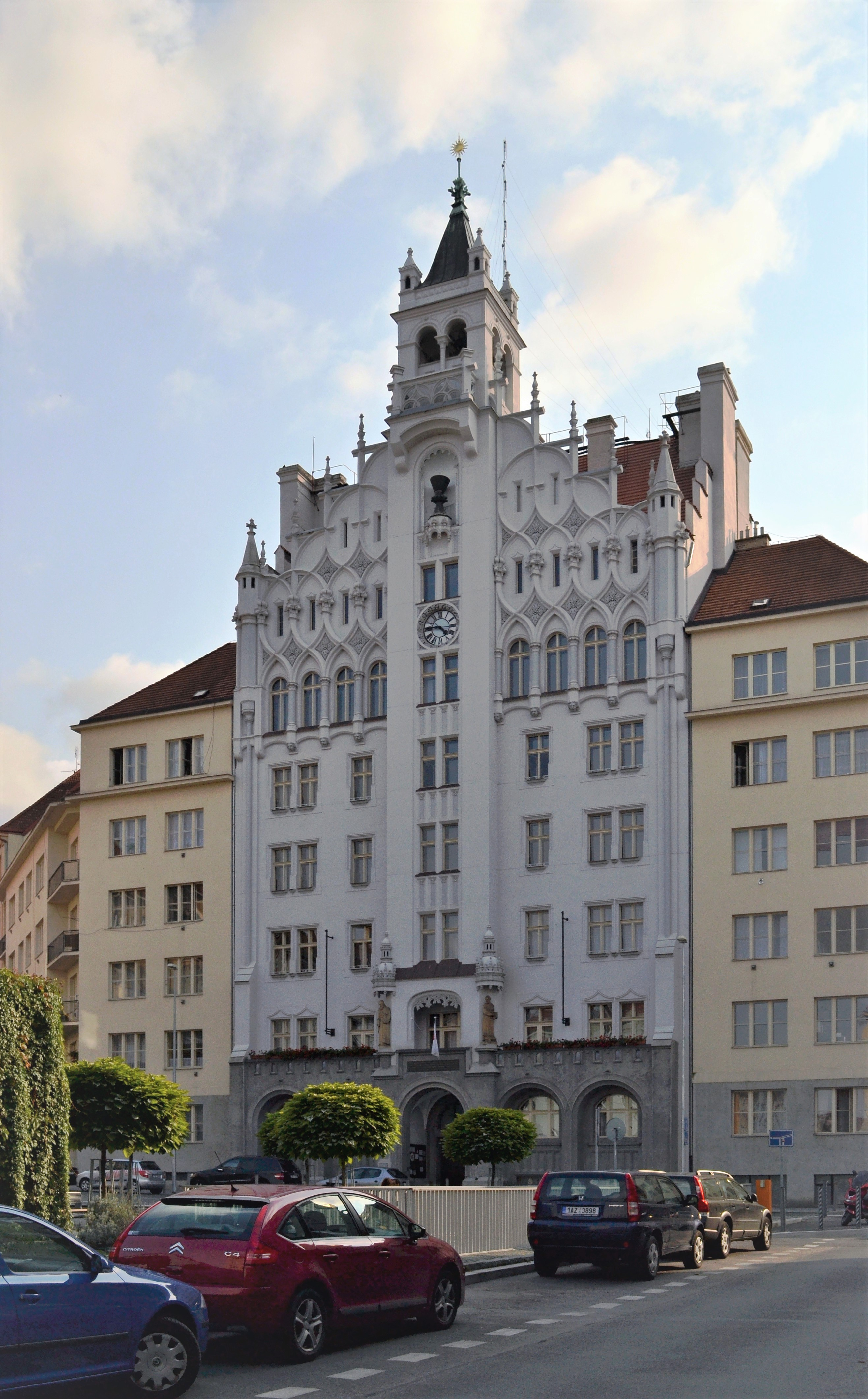
Sitz der hussitischen Kirche
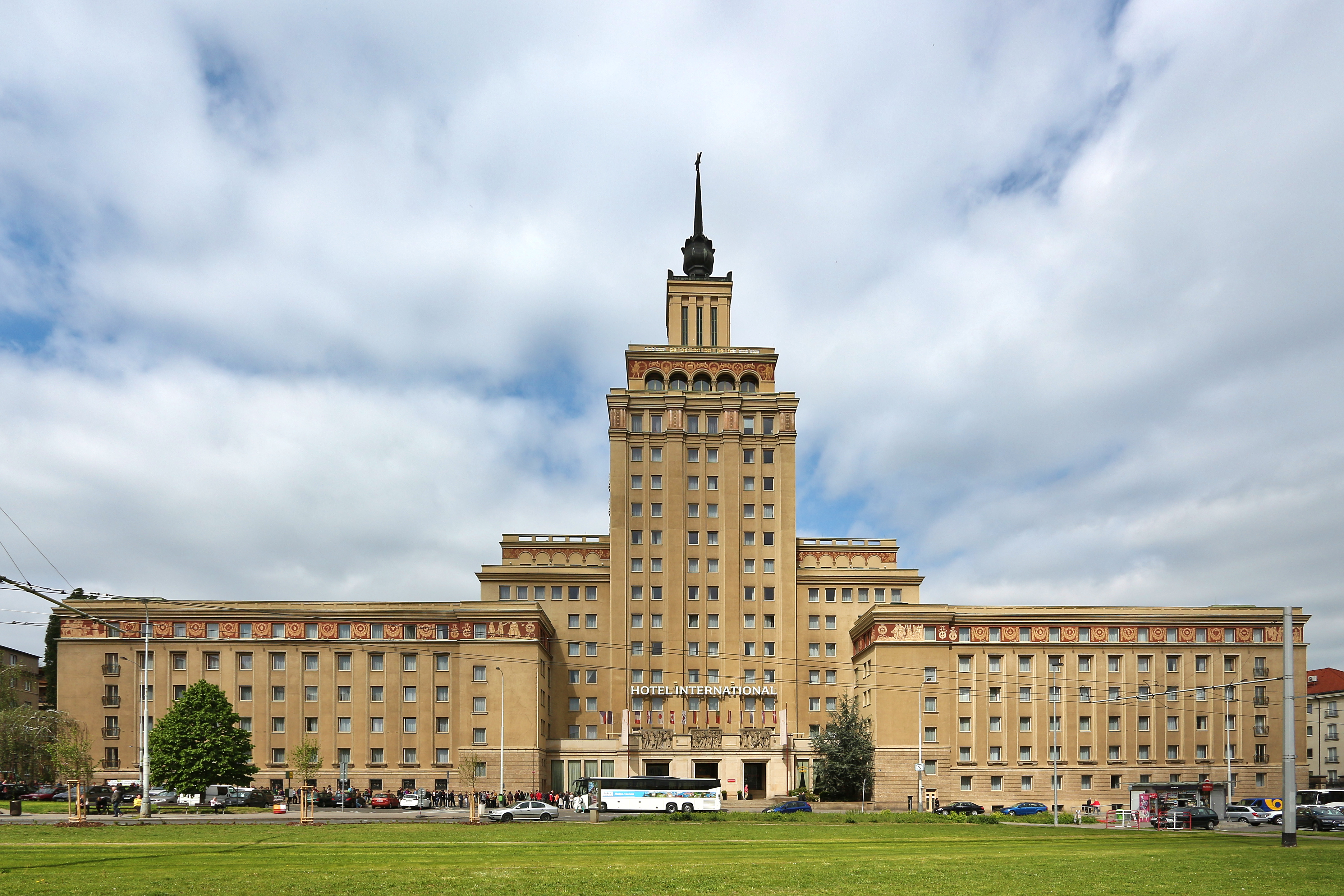
Hotel International Prague